# Bugsy
Bugsy este un film american din 1991 regizat de Barry Levinson. Filmul prezintă viața gangsterului Bugsy Siegel și relația sa amoroasă cu Virginia Hill. Rolurile principale au fost interpretate de actorii Warren Beatty, Annette Bening, Harvey Keitel, Ben Kingsley, Elliott Gould și Joe Mantegna. Scenariul este scris de James Toback pe baza unei cărți din 1967, We Only Kill Each Other de Dean Jennings.

## Distribuție
- Warren Beatty ca Benjamin "Bugsy" Siegel[4]
- Annette Bening ca Virginia Hill
- Harvey Keitel ca  Mickey Cohen
- Ben Kingsley ca Meyer Lansky
- Elliott Gould ca  Harry Greenberg
- Joe Mantegna ca George Raft
- Bebe Neuwirth ca Countess di Frasso
- Bill Graham ca Charlie "Lucky" Luciano
- Lewis Van Bergen ca Joe Adonis
- Wendy Phillips ca Esta Siegel
- Richard C. Sarafian ca Jack Dragna
- Giancarlo Scandiuzzi - Count di Frasso

## Primire
Pe site-ul Rotten Tomatoes  filmul are un rating de 85%, pe baza a 59 de recenzii.

### Premii și nominalizări
Bugsy a câștigat Premiul Oscar pentru cele mai bune decoruri (Dennis Gassner, Nancy Haigh) și cele mai bune costume. A fost nominalizat la Premiul Oscar pentru cel mai bun actor (Warren Beatty), cel mai bun actor în rol secundar (Harvey Keitel și Ben Kingsley), cea mai bună imagine, cel mai bun regizor, cea mai bună coloană sonoră, cel mai bun film și cel mai bun scenariu original. A avut nouă nominalizări la  Premiile Globul de Aur și a câștigat Globul de Aur pentru cel mai bun film dramatic. Tăcerea mieilor a câștigat majoritatea categoriilor la care  Bugsy a fost nominalizat în 1991. Filmul a fost nominalizat  la Ursul de aur la ediția a 42-a a Festivalului Internațional de Film de la Berlin.
- Liste ale Institutului American de Film
  - AFI's 100 Years...100 Heroes and Villains:
    - Bugsy Siegel – Nominalizare ca răufăcător[8]

  - 100 de ani...100 de replici memorabile:
    - "Why don't you go outside and jerk yourself a soda?" – Nominalizare[9]

  - AFI 10 top 10 – Nominalizare la Filme cu gangsteri[10]